# Allencyrtus
Allencyrtus is een geslacht van vliesvleugeligen uit de familie Encyrtidae. De wetenschappelijke naam van dit geslacht is voor het eerst geldig gepubliceerd in 1973 door Annecke & Mynhardt.

## Soorten
Het geslacht Allencyrtus is monotypisch en omvat slechts de volgende soort:
- Allencyrtus monomorphus Annecke & Mynhardt, 1973